# Liste der Biografien/Laud
Liste der Biografien |
Portal Biografien |
Personensuche
# |
A |
B |
C |
D |
E |
F |
G |
H |
I |
J |
K |
L |
M |
N |
O |
P |
Q |
R |
S |
T |
U |
V |
W |
X |
Y |
Z |
?
 
La |
Lb |
Lc |
Le |
Lg |
Lh |
Li |
Lj |
Ll |
Lm |
Lo |
Lp |
Lt |
Lu |
Lv |
Lw |
Lx |
Ly |
Lz
 
Laa |
Lab |
Lac |
Lad |
Lae–Lah |
Lai |
Laj |
Lak |
Lal |
Lam |
Lan |
Lao |
Lap |
Laq |
Lar |
Las |
Lat |
Lau |
Lav |
Law |
Lax |
Lay |
Laz
 
Laua |
Laub |
Lauc |
Laud |
Laue |
Lauf |
Laug |
Lauh |
Laui |
Lauj |
Lauk |
Laul |
Laum |
Laun |
Laup |
Laur |
Laus |
Laut |
Lauv |
Lauw |
Laux |
Lauz
Die Liste der Biografien führt alle Personen auf, die in der deutschsprachigen Wikipedia einen Artikel haben. Dieses ist eine Teilliste mit 57 Einträgen von Personen, deren Namen mit den Buchstaben „Laud“ beginnt.

## Laud
- Laud, William (1573–1645), Erzbischof von Canterbury

### Lauda
- Lauda, Ernst (1859–1932), österreichischer Wasser- und Brückenbautechniker
- Lauda, Ernst (1892–1963), österreichischer Mediziner
- Lauda, Hans (1896–1974), österreichischer Industrieller
- Lauda, Mathias (* 1981), österreichischer Automobilrennfahrer
- Lauda, Niki (1949–2019), österreichischer Automobilrennfahrer, Unternehmer und PilotNiki Lauda (1949–2019)

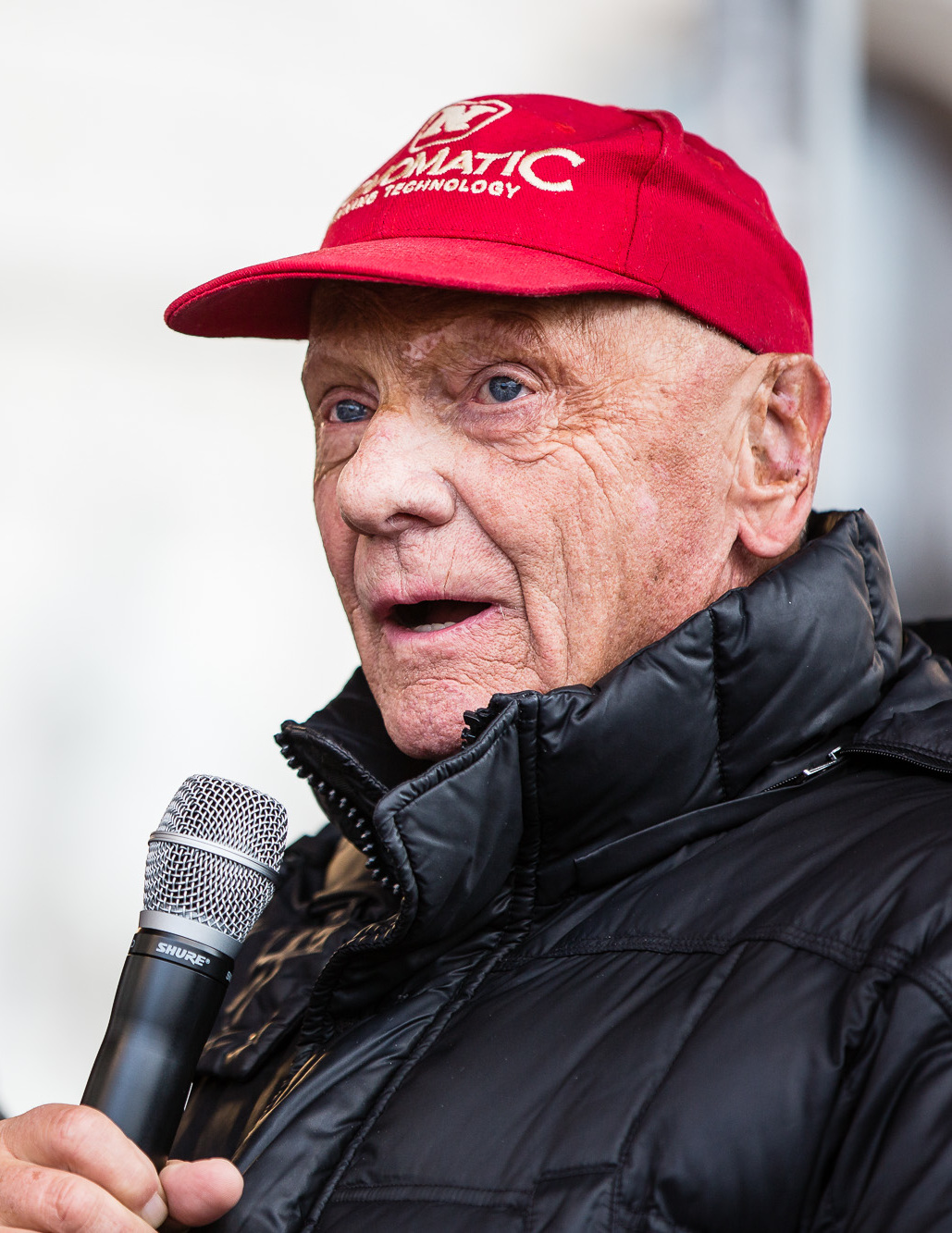
Niki Lauda (1949–2019)

- Lauda, Vladislav (* 1955), tschechischer Fußballspieler
- Laudadio, Francesco (1950–2005), italienischer Filmregisseur und Drehbuchautor
- Laudadio, Nicola (1891–1969), italienischer Ordensgeistlicher, römisch-katholischer Bischof von Galle
- Laudage, Johannes (1959–2008), deutscher Historiker
- Laudage, Werner (* 1953), deutscher Fußballspieler
- Laudahn, Heinrich (1830–1900), deutscher Mediziner
- Laudahn, Wilhelm (1875–1932), deutscher Maschinenbauingenieur
- Laudan, Larry (1941–2022), amerikanischer Wissenschaftstheoretiker

### Laude
- Laude, Jean (1922–1983), französischer Dichter und Kunsthistoriker
- Laude, Phil (* 1990), deutsch-österreichischer Komiker, Webvideoproduzent, Schauspieler und Sänger
- Laudehr, Simone (* 1986), deutsche Fußballspielerin
- Laudel, Heidrun (1941–2014), deutsche Architekturhistorikerin und Hochschullehrerin
- Laudeley, Thomas (* 1966), deutscher Fußballspieler
- Laudenbach, Dieter (* 1957), deutscher Wirtschaftsingenieur, Gastronom und Politiker (AfD)
- Laudenbach, François (* 1945), französischer Mathematiker
- Laudenbach, Karl Heinz (* 1957), deutscher Polizeibeamter, Oberbürgermeister der Stadt Bad Kissingen
- Laudenbach, Manni (* 1966), deutscher kleinwüchsiger Schauspieler und Musiker
- Laudenbach, Philippe (1936–2024), französischer Schauspieler
- Laudenbach, Sébastien (* 1973), französischer Animator und Illustrator
- Lauder, Estée (1906–2004), US-amerikanische Unternehmerin
- Lauder, Evelyn (1936–2011), US-amerikanische Unternehmerin und Philanthropin
- Lauder, Harry (1870–1950), schottischer Komiker und Entertainer
- Lauder, Hayley (* 1990), schottische Fußballspielerin
- Lauder, Leonard (1933–2025), US-amerikanischer Milliardär, Kunstmäzen und Unternehmer
- Lauder, Robert Scott (1803–1869), schottischer Künstler
- Lauder, Ronald (* 1944), US-amerikanischer Unternehmer, Philanthrop und DiplomatRonald Lauder (* 1944)

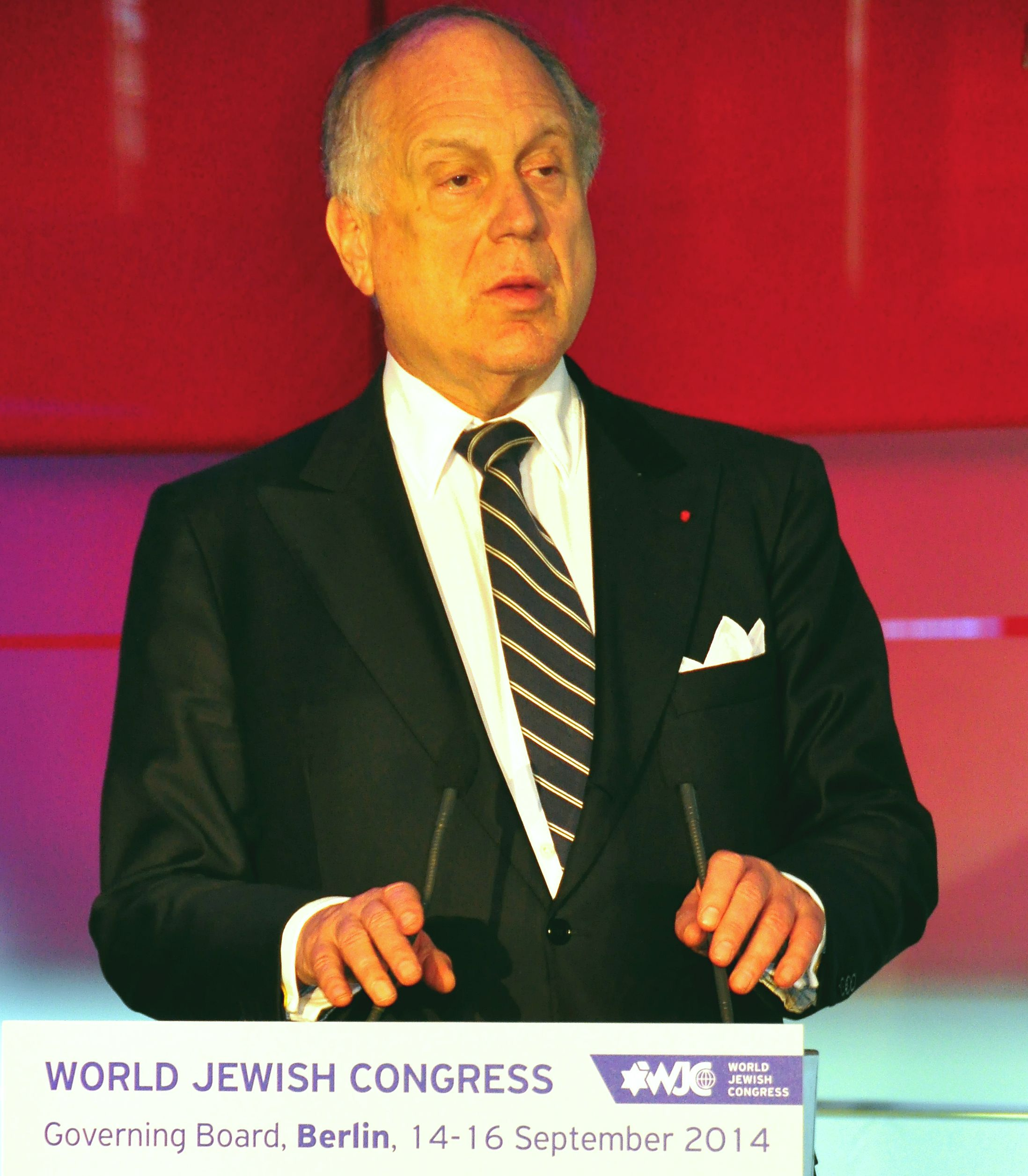
Ronald Lauder (* 1944)

- Lauderdale, Jim (* 1957), US-amerikanischer Country-Sänger und Songwriter
- Laudert, Gerd (* 1954), deutscher Heilpädagoge, Grundschullehrer und Sachbuchautor
- Laudes, Matthias (* 1972), deutscher Endokrinologe, Diabetologe und Rheumatologe
- Laudet, François (* 1958), französischer Jazzmusiker (Schlagzeug)
- Laudet, Jean (* 1930), französischer Kanute
- Laudet, Philippe (* 1959), französischer Physiker und Jazzmusiker

### Laudi
- Laudien, Carl (1799–1856), preußischer Jurist und Regierungsrat, Mitglied der Frankfurter Nationalversammlung
- Laudien, Ingrid (1934–2009), deutsche evangelische Theologin
- Laudien, Karsten (* 1960), deutscher Theologe und Ethiker
- Laudien, Klaus-Dieter (* 1938), deutscher Flottillenadmiral der Deutschen Marine
- Laudien, Victor (1866–1945), deutscher evangelischer Theologe

### Laudo
- Laudomar, Heiliger der katholischen Kirche
- Laudon, Adolf (1912–1984), österreichischer Fußballspieler
- Laudon, Gideon Ernst von (1717–1790), österreichischer Feldherr
- Laudon, Johann Ludwig Alexander von (1767–1822), österreichischer Feldmarschallleutnant
- Laudonio, Abel (1938–2014), argentinischer Boxer
- Laudonnière, René Goulaine de (1542–1582), französischer Schriftsteller und Kolonisator
- Laudowicz, Edith (1946–2024), deutsche Autorin vor allem frauenpolitischer Literatur

### Laudr
- Laudrup, Andreas (* 1990), dänischer Fußballspieler
- Laudrup, Brian (* 1969), dänischer Fußballspieler
- Laudrup, Michael (* 1964), dänischer Fußballspieler und -trainerMichael Laudrup (* 1964)

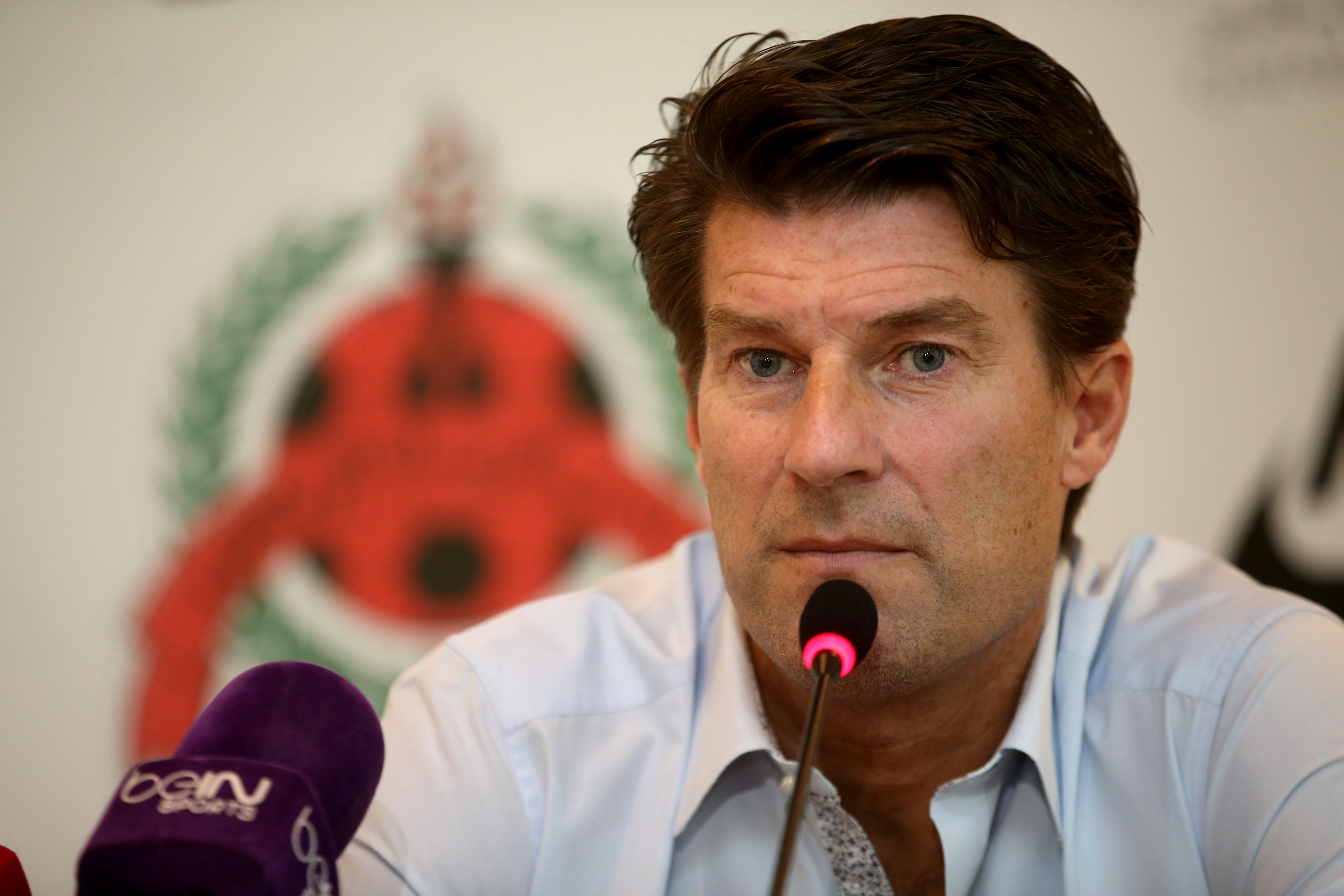
Michael Laudrup (* 1964)

### Laudt
- Laudt, Florian (* 1984), deutscher Handballspieler

### Laudu
- Laudun d’Aigaliers, Pierre de (1575–1629), französischer Dichter
- Laudus, Heiliger der römisch-katholischen Kirche

### Laudy
- Laudy, Jacques (1907–1993), belgischer Comiczeichner